# Kerato
Kerato is een bestuurslaag in het regentschap Sumbawa van de provincie West-Nusa Tenggara, Indonesië. Kerato telt 3721 inwoners (volkstelling 2010).